# Трнава-Цабунська
Трнава-Цабунська (хорв. Trnava Cabunska) — населений пункт у Хорватії, в Вировитицько-Подравській жупанії у складі громади Сухополє.

## Населення
Населення за даними перепису 2011 року становило 42 осіб.
Динаміка чисельності населення поселення:

## Клімат
Середня річна температура становить 11,50 °C, середня максимальна – 25,64 °C, а середня мінімальна – -5,28 °C. Середня річна кількість опадів – 763 мм.
| Клімат поселення                              | Клімат поселення | Клімат поселення | Клімат поселення | Клімат поселення | Клімат поселення | Клімат поселення | Клімат поселення | Клімат поселення | Клімат поселення | Клімат поселення | Клімат поселення | Клімат поселення | Клімат поселення |
| Показник                                      | Січ.             | Лют.             | Бер.             | Квіт.            | Трав.            | Черв.            | Лип.             | Серп.            | Вер.             | Жовт.            | Лист.            | Груд.            |                  |
| Середній максимум, °C                         | 6,20             | 8,14             | 12,79            | 17,34            | 22,98            | 25,64            | 25,21            | 24,72            | 20,28            | 15,24            | 9,62             | 5,15             |                  |
| Середня температура, °C                       | 0,47             | 2,40             | 7,05             | 11,61            | 17,24            | 19,90            | 21,74            | 21,23            | 16,80            | 11,75            | 6,13             | 1,67             |                  |
| Середній мінімум, °C                          | −5,28            | −3,34            | 1,31             | 5,87             | 11,48            | 14,16            | 18,24            | 17,75            | 13,32            | 8,26             | 2,64             | −1,82            |                  |
| Норма опадів, мм                              | 45               | 40               | 46               | 61               | 74               | 90               | 72               | 76               | 64               | 65               | 74               | 56               |                  |
| Середньомісячна швидкість вітру, м/с          | 2.20             | 2.47             | 2.80             | 2.68             | 2.40             | 2.20             | 2.10             | 1.90             | 2.00             | 2.00             | 2.19             | 2.20             |                  |
| Середньомісячна сонячна радіація, кДж/м²·день | 4124             | 6866             | 10787            | 15223            | 19310            | 21416            | 22162            | 19749            | 14564            | 8975             | 4633             | 3409             |                  |
| --------------------------------------------- | ---------------- | ---------------- | ---------------- | ---------------- | ---------------- | ---------------- | ---------------- | ---------------- | ---------------- | ---------------- | ---------------- | ---------------- | ---------------- |
| Джерело:                                      |                  |                  |                  |                  |                  |                  |                  |                  |                  |                  |                  |                  |                  |